# غليوتوكسين
سم الغليوتوكسين هو سم فطري يحتوي على الكبريت، وينتمي إلى فئة المركبات خماسية وثنائية الدايكيتوبيبرازين طبيعيّة المنشأ، والتي تنتجها عدة أنواع من الفطريات، وخاصة الفطريات ذات الأصل البحري. ويُعد سم الغليوتوكسين هو العضو الأكثر بروزًا ضمن فئة الإبيبوليثيوبيبيرازينات، وهي فئة واسعة من المنتجات الطبيعية التي تتميز بمجموعة دايكيتوبيبيرازين تحتوي ثنائي أو عديد الكبريتيد. كانت هذه المركبات عالية النشاط بيولوجيًا موضوعاً للعديد من الدراسات التي تهدف إلى تطوير علاجات جديدة، حيث أمكن عزل سم الغليوتوكسين من الجسم المخمليّ لفطر الغليوكلاديوم، والذي منه اكتسب تسميته بهذا الاسم، وهو مستقلب للمركب العضوي إيبيبوليثيودايوكسوبيبيرازين.

## المنشأ
ينشأ سم الغليوتوكسين في بعض مسببات الأمراض البشريّة مثل الفطريات الرشاشية الدخناء، وفي بعض أنواع فطر التريكوديرما، وفطر البنيسيليوم. أفادت بعض الدراسات أن سم الغليوتوكسين قد ينشأ أيضًا في خمائر بعض الفطريات من جنس المبيضات، إلا أنّ دراسات أخرى قد شككت في احتمالية إنتاج فطريات المبيضات لهذا المستقلب.

## آلية العمل
يُشتبه في أن سم الغليوتوكسين هو أحد العوامل الممرضة الهامة التي تتكوّن في الفطريات من نوع الرشاشيات. يمتلك سم الغليوتوكسين خصائص مثبطة للمناعة تثبط المناعة وتسبب موت الخلايا المبرمج في بعض خلايا الجهاز المناعي مثل الخلايا المتعادلة، والخلايا الحمضية، والخلايا المحببة، والخلايا البلعمية، والخلايا التيموسية. حين تتعرض الخلايا المتعادلة على وجه التحديد لسم الغليوتوكسين فإنها تطلق أنواعاً أقل من مركبات الأكسجين التفاعلية ا (ROS)، وتكمل أنشطة بلعمية أقل.
يُعتقد أيضًا أن سم الغليوتوكسين يؤثر على تنشيط الخلايا التائية، كما يعمل كمثبط لإنزيم الفارنيسيلترانسفيريس، ويمنع بشكل غير تنافسي النشاط الشبيه بالكيموتريبسين للجسيم البروتيني 20S.
يُظهر الغليوتوكسين في الخلايا الحيّة نشاطًا مضادًا للالتهابات. في أربعينيات القرن العشرين أختبر تأثير الغليوتوكسين كمضاد حيوي ومضاد للفطريات، وكعامل مضاد للفيروسات. يثبط الغليوتوكسين العديد من الإنزيمات المختلفة مثل العامل النووي المعزز لسلسلة كابا الخفيفة في الخلايا البائية النشطة، ونيكوتيناميد الأدينين ثنائي النوكليوتيد فوسفات الأوكسيداز، والغلوتاريدوكسين. يؤدي تثبيط العامل النووي المعزز لسلسلة كابا الخفيفة في الخلايا البائية النشطة إلى منع إطلاق السيتوكين الذي يحرض الاستجابة الالتهابية.
تعود الخصائص المثبطة للمناعة للسموم الغليوتوكسين إلى وجود ثنائي الكبريتيد في بنيتها التركيبية. تتفاعل جزيئات الكبريت في ثنائي الكبريتيد، وبين مجموعات الثيو الموجودة في بقايا السيستين. يعمل سم الغليوتوكسين على منع بقايا الثيو في غشاء الخلية، كما ينشّط عضوًا من عائلة البروتينات بي سي إل 2، ويسمى باك، فيتسبب في موت الخلايا المبرمج. يؤدي تنشيط باك بعد ذلك إلى إطلاق أحد مركبات الأكسجين التفاعلية، والذي يشكّل مسامًا داخل غشاء الميتوكوندريا. تسمح هذه المسام بإطلاق سيتوكروم سي والعامل المحفز لموت الخلايا المبرمج، وهي العوامل التي تبدأ موت الخلايا المبرمج داخل الخلية.

## التخليق الحيوي
ترتبط الإنزيمات اللازمة للتخليق الحيوي لسموم الغليوتوكسين في الفطريات الرَّشَّاشِيَّةُ الدَّخْناء بمجموعة من 13 جينًا تقع ضمن مجموعة الجينات الدبقية. عندما تنشط مجموعة الجينات، تعمل هذه الإنزيمات على إنتاج سم الغليوتوكسين من بقايا السيرين والفينيل ألانين.

### الإنزيمات المشاركة في التخليق الحيوي (بحسب درجة نشاطها)
- الإنزيم GliZ: وهو عامل النسخ الذي ينظم ظهور مجموعة الجينات الدبقية.
- الإنزيم GliP: يسهّل تكوين مركب السيكلو فينيلالانيل سيرين من السيرين وبقايا فينيل ألانين.
- الإنزيم GliC: يضيف مجموعة الهيدروكسيل إلى الكربون ألفا في بقايا فينيل ألانين الموجودة في مركب السيكلو فينيلالانيل سيرين.
- الإنزيم GliG: أو الجلوتاثيون إس-ترانسفيراز (GST) ويضيف جزيئين من الجلوتاثيون يشكلان الوسيط ثنائي الجلوتاثيونيل.
- الإنزيم GliK: أو ناقل الببتيد غاما غلوتاميل: وهو الذي يزيل شقوق جاما-جلوتاميل من إضافات الجلوتاثيون.
- الإنزيم GliN: يضيف مجموعة الميثيل إلى النيتروجين لتكوين مركب ثنائي الثيوغليوتوكسين.

يحول الإنزيم GliT الديثيول إلى سم الغليوتوكسين

- يحول الإنزيم GliT الديثيول إلى سم الغليوتوكسينالإنزيم GliT: وهو إنزيم الأكسدة والاختزال الذي يتفاعل مع ثنائي الكبريتيد.
- الإنزيم GliA: وهو الميسر الرئيسي الناقل الذي يفرز سم الغليوتوكسين عبر غشاء الخلية.
- الإنزيمات GliJ وGliI وGliF وGliH: وهي إنزيمات ضرورية في عملية التخليق الحيوي للغليوتوكسين، ولكن وظيفتها الدقيقة لا تزال غير معروفة.

### آلية عمل التخليق الحيوي
بعض جزيئات الغليوتوكسين لا يفرزها الإنزيم GliA ، وتبقى بداخل الخلية. ينشط سم الغليوتوكسين داخل الخلايا عامل النسخ GliZ مما يسهل الظهور العنقودي لمجموعة الجينات الدبقيّة، ولإنزيم آخر يسمى GtmA. يعمل الإنزيم GtmA كمنظم سلبي للتخليق الحيوي لسموم الغليوتوكسين عن طريق إضافة مجموعات الميثيل إلى بقايا الكبريت في وسط ثنائي الثيوغليوتوكسين. تمنع هذه الإضافات تكوين الإنزيم GliT لثنائي الكبريتيد مما يمنع تكوين سموم الغليوتوكسين.

## التأثير على الصحة العامة للإنسان

### التعرض للغليوتوكسين في المحيط البيئي
يُعدّ التعرض لأنواع الفطريات التي تفرز سم الغليوتوكسين أمرًا شائعًا إذ أنّ جراثيم الرشاشيات الفطرية المحمولة جواً منتشرة في كل مكان وفي العديد من البيئات. التعرض البيئي المنتظم لسموم الغليوتوكسين لا يسبّب الأمراض عادةً، ولكنه يمكن أن يسبب التهابات خطيرة للأفراد الذين يعانون من تثبيط المناعة، أو أولئك الذين يعانون من أمراض مزمنة بالجهاز التنفسي. تُعرف الالتهابات التي تسببها الفطريات الرشاشية بداء الرشاشيات. وهناك أنواع عديدة من داء الرشاشيات، وعادةً ما تصيب العدوى الرئتين أو الجيوب الأنفية.
يُعتبر الغليوتوكسين عامل ضراوة مهم في فطريات جنس الرشاشيات. وقد أظهرت التجارب أن أعلى تركيزات من الغليوتوكسين هي تلك التي تفرزها الفطريات الرشاشية الدخناء مقارنة بأنواع الرشاشيات الأخرى. ويُعد هذا النوع من الفطريات هو السبب الأكثر شيوعًا للإصابة بداء الرشاشيات عند الإنسان. ويُعتبر سم الغليوتوكسين هو السم الوحيد الذي يمكن استخلاصه من مصل المرضى الذين يعانون من داء الرشاشيات الغزوي. تشير هذه النتائج إلى وجود صلة بين إفراز الغليوتوكسين والعوامل الممرضة الفطرية.
على الرغم من عدم وجود بيانات كافية تربط بشكلٍ قاطع التعرض المزمن لسموم الغليوتوكسين بتطور الإصابة بالسرطان، إلا أنه قد ثبت ارتباط التعرض المزمن لعوامل أخرى مثبطة للمناعة بتطور الأورام اللمفاوية وأورام الثدي. كما ثبت أن الأشخاص الذين يتناولون الأدوية المثبطة للمناعة أو الذين يتعرّضون أو تعرّضوا في وقت سابق للعلاج الإشعاعي الكيميائي يكونون أكثر عرضة للإصابة بهذه الأورام.
يُكون الغليوتوكسين سامًا إذا تم ابتلاعه أو استنشاقه، ويمكن أن يسبب تهيج الجلد والعين إذا تعرضت له تلك المناطق. والجرعة المميتة من سم الغليوتوكسين هي 67 مجم/كجم. تبدأ الأعراض الحادة لسموم الغليوتوكسين بسرعة عقب الابتلاع عن طريق الفم.